# Гуано

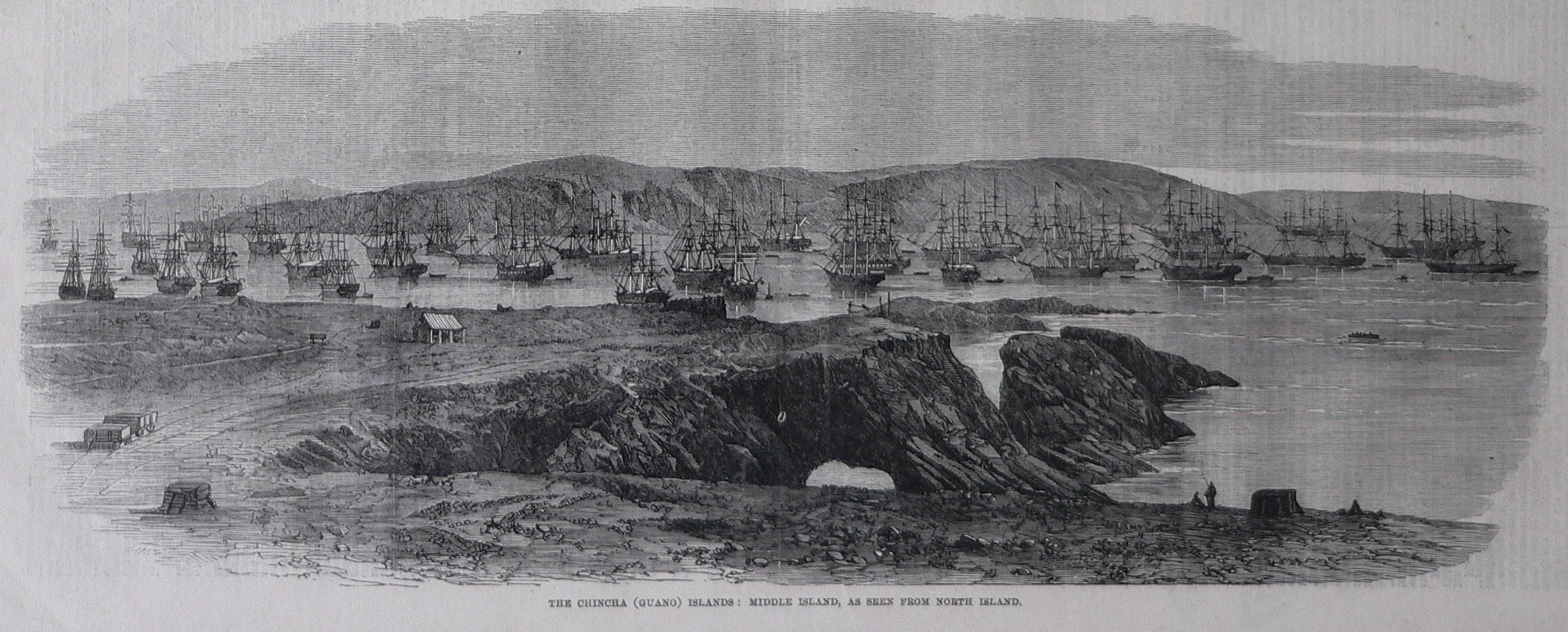
Гуанові острови Чинча в Перу

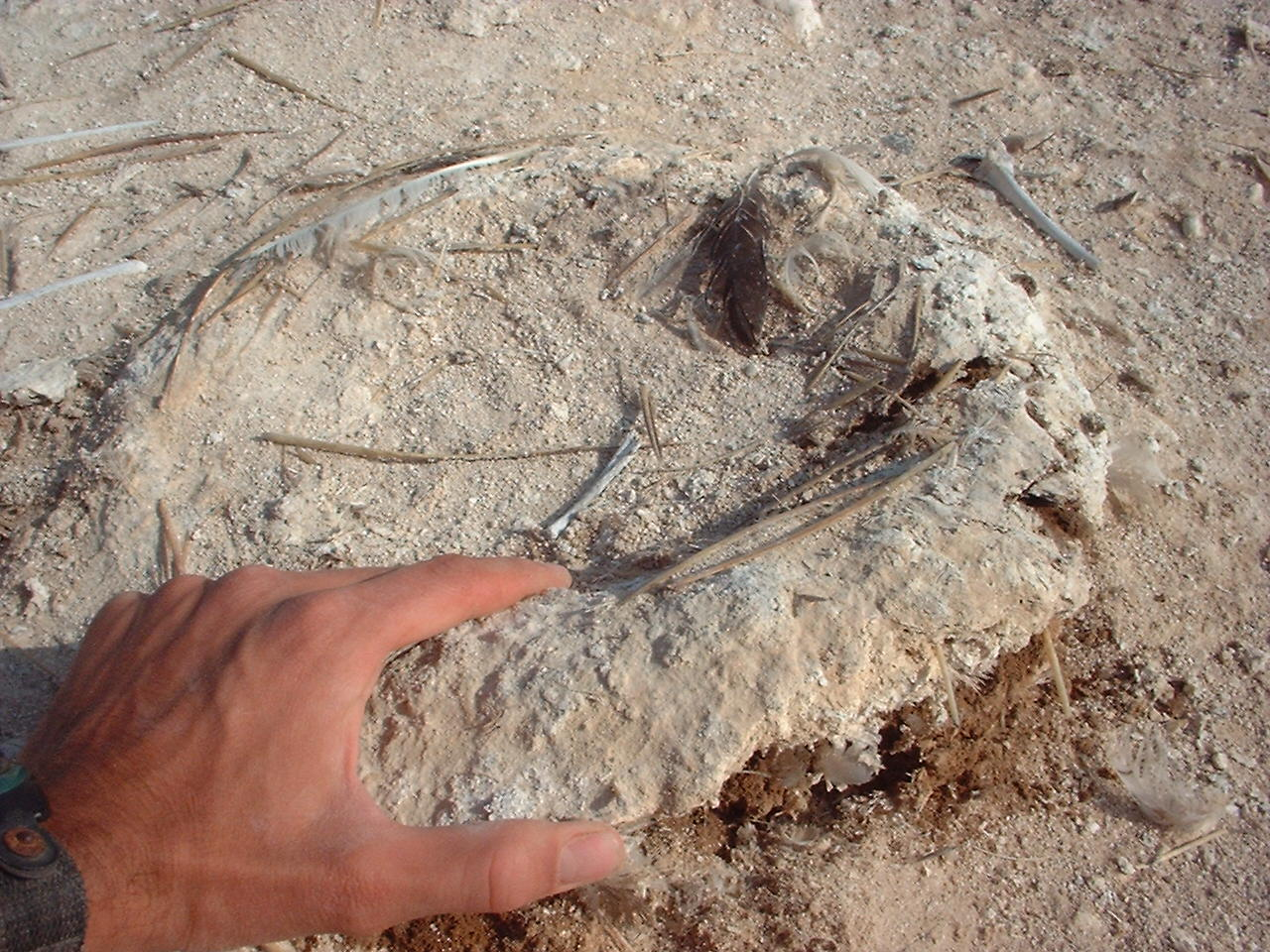
Гніздо перуанської олуші зроблене з гуано

Гуа́но, ґуа́но (ісп. Guano від кечуанського wanu) — екскременти морських птахів і кажанів, що роками накопичуються в місцях їхнього гніздування. Термін гуано також використовується щодо добрив з відходів рибного та звіробійного промислів.

## Склад
Гуано складається з аміаку з додаванням сечової, фосфорної, щавлевої та вугільної кислоти, а також деяких інших солей та домішок, воно містить 11-16 % азоту, 8-12 % фосфорної кислоти і 2-3 % вуглекислого калію. Гуано високо цінується як ефективне добриво через високий вміст фосфору та азоту. Пташині екскременти здавна відомі як засіб значного підвищення врожаю. Ґрунт, в якому бракує органічних речовин, можна знову зробити родючим шляхом додавання до нього цього добрива. Також завдяки високому вмісту нітратів гуано цінується як важлива стратегічна сировина для виробництва вибухівки.

## Географія
Бездоганно якісне гуано звичайно знаходять в посушливих місцевостях, де дуже рідко йде дощ, тому що вода вимиває із гуано нітрати. Найзначнішими виробниками гуано серед птахів є баклани, їхнє гуано звичайно багатше на азот ніж гуано інших морських птахів. Важливу роль в накопиченні покладів гуано відіграють також пелікани та олуші. Гуано зустрічається на багатьох островах поблизу узбережжя Південної Америки, (наприклад, острови Чинча), Каліфорнії, а також Африки (наприклад, Жуан-ді-Нова поблизу Мадагаскару або Ічабо у Намібії). Ці острови сторіччями надають притулок численним колоніям морських птахів, і потужність гуанових покладів може сягати багатьох метрів.
Кажанове гуано зустрічається переважно у печерах по всьому світі. Гуано, що походить від тюленів, зустрічається на чималих глибинах довкола островів Лобос у берегів Перу. Гуано кажанів і тюленів містить менше поживних речовин, ніж пташине гуано, і не так високо цінується.

## Історія

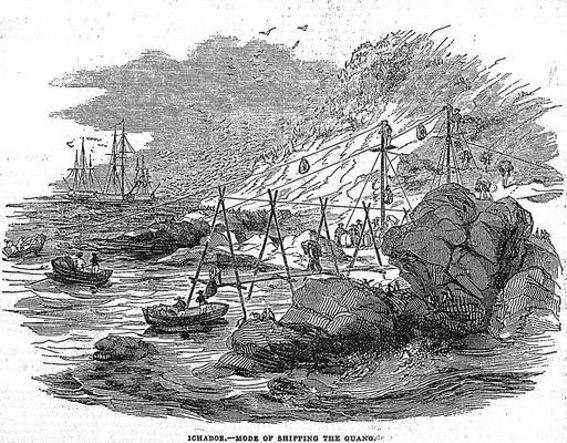
Острів Ічабо, Намібія. Навантажування гуано на кораблі, 1844

В XIX сторіччі Перу було знамените своїми запасами гуано, до якого тоді ставилися наче до золота (чи, за наших часів, нафти). На узбережжі Перу гуано добувалося декілька сторіч на непідступних скелястих островах і в ізольованих від людей і хижаків бухтах. Велику господарську цінність гуано у XIX сторіччі доводить той факт, що Тихоокеанська війна проміж Чилі і коаліцією Перу і Болівії спалахнула здебільшого через намагання Болівії оподаткувати чилійських підприємців, що добували гуано на болівійському узбережжі.
Фосфати, що походять від старих покладів гуано, складали раніше єдине джерело доходу острівної держави Науру в Тихому океані. Вже за нашого часу в Намібії робляться спроби побудувати в морі штучні платформи, щоб привертати до них птахів, а потім збирати з них гуано.